# Peperomia eburnea
Peperomia eburnea là một loài thực vật có hoa trong họ Hồ tiêu. Loài này được Sodiro miêu tả khoa học đầu tiên năm 1901.